# Eora

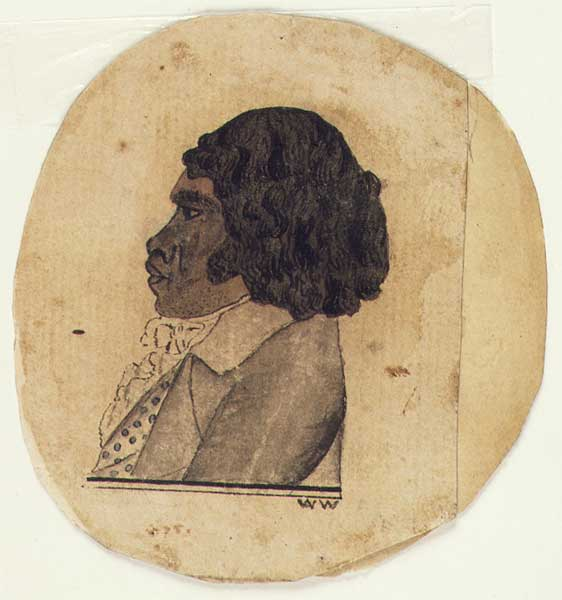
Un portrait non daté censé représenter Bennelong, signé "W.W." maintenant dans les galeries Dixson de la bibliothèque d'État de la Nouvelle-Galles du Sud.

Les Eoras sont un peuple aborigène de la région de Sydney, en Australie et ayant vécu au sud du fleuve Georges, au nord du fleuve Hawkesbury et à l'ouest de Parramatta. Les populations autochtones utilisaient ce mot pour se décrire lorsqu'ils ont rencontré les premiers Européens. « Eora » a ensuite été utilisé par les Britanniques pour désigner ce peuple. Le peuple Eora est constitué de plusieurs familles ou clans.

## Étymologie
Le mot Eora (parfois orthographié Iorale ou Iyorale) est un mot dérivé de « ici » ou « lieu », et signifie « le peuple ».

## Clans
Les Eora comprennent généralement trois clans principaux: Cadigal, Wanegal, et les peuples Cammeraygal.

## Langage
La langue Dharuk (ou Eora) a été reconstruite à partir des nombreuses notes qui lui sont faites par les premiers colons. Certains des mots de la langue autochtone encore en usage aujourd'hui, sont de la langue Eora (et peut-être Dharawal) comprennent les mots suivants : dingo, woomera, wallaby, wombat, waratah, et boobook.
Le 26 août 2013  des documents, considérés comme un trésor, en langues autochtones de toute l'Australie sont découverts au sein de la bibliothèque State Library of New South Wales de Nouvelle-Galles du Sud. Les comptes des premiers contacts entre les peuples autochtones et les colons européens sont découverts, documents inédits, déposés dans les sous-sol de l'édifice, et sont peut-être le témoignage et les traces les plus précis de la langue Eora jamais vus,.